# Kolar
Pour les articles homonymes, voir Kolar (homonymie).
Kolar est une ville indienne située dans le district de Kolar dans l’État du Karnataka. En 2011, sa population était de 138 462 habitants. 

## Source de la traduction
- (en) Cet article est partiellement ou en totalité issu de l’article de Wikipédia en anglais intitulé « Kolar » (voir la liste des auteurs).